# والدریچه
والدریچه (به ایتالیایی: Valderice) یک کومونه در ایتالیا است که در استان تراپانی واقع شده‌است. والدریچه ۵۲ کیلومتر مربع مساحت و ۱۱٬۵۴۴ نفر جمعیت دارد و ۲۴۰ متر بالاتر از سطح دریا واقع شده‌است.